# 剝皮寮
剝皮寮（臺語：Pak-phê-liâu）位於臺灣臺北市萬華區康定路173巷，北臨老松國小，東至昆明街，南面廣州街，西接康定路，為臺北市今日碩果僅存的清代街道之一，臺北市政府於2010年3月29日公告登錄為歷史建築。

## 歷史

剝皮寮街景
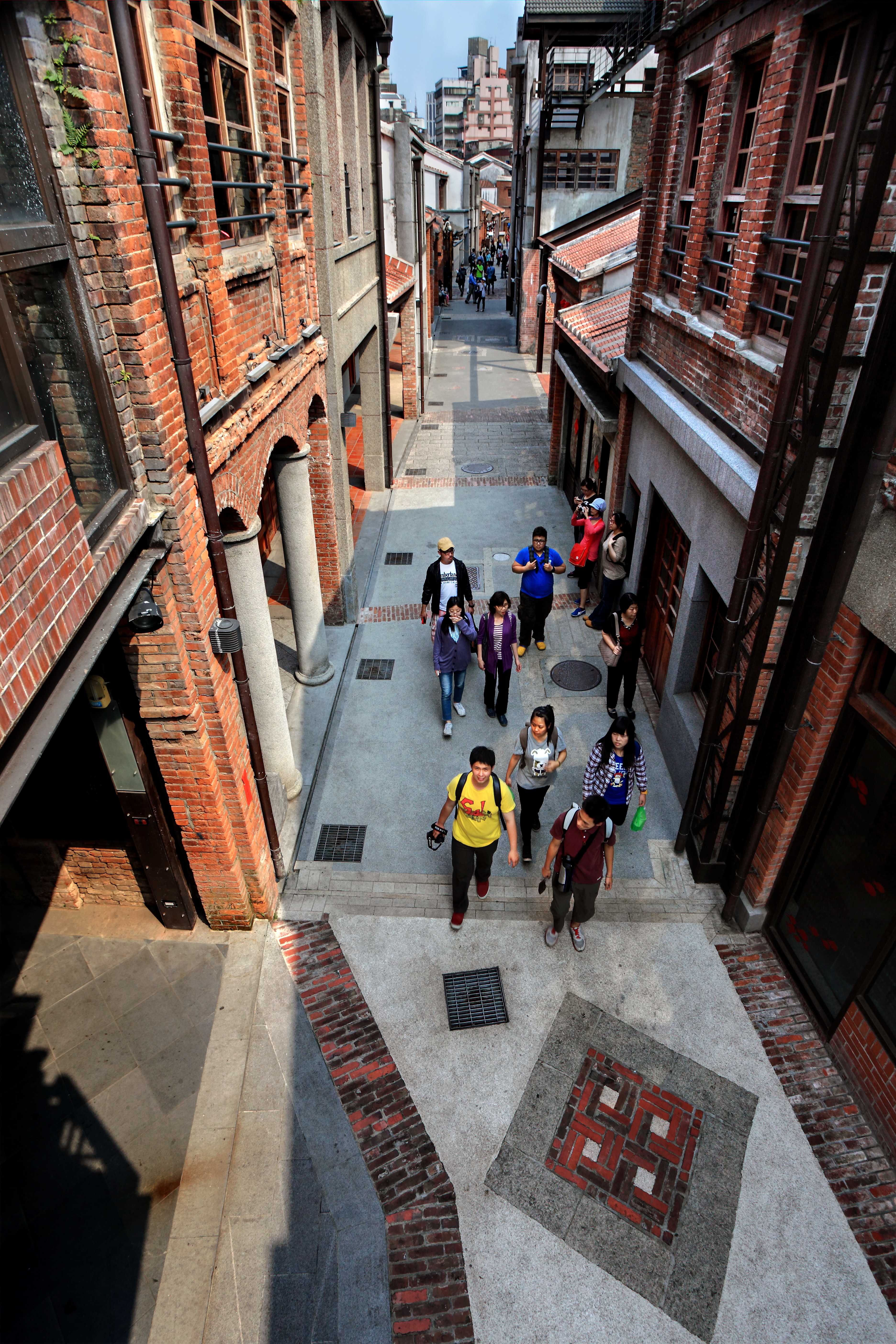
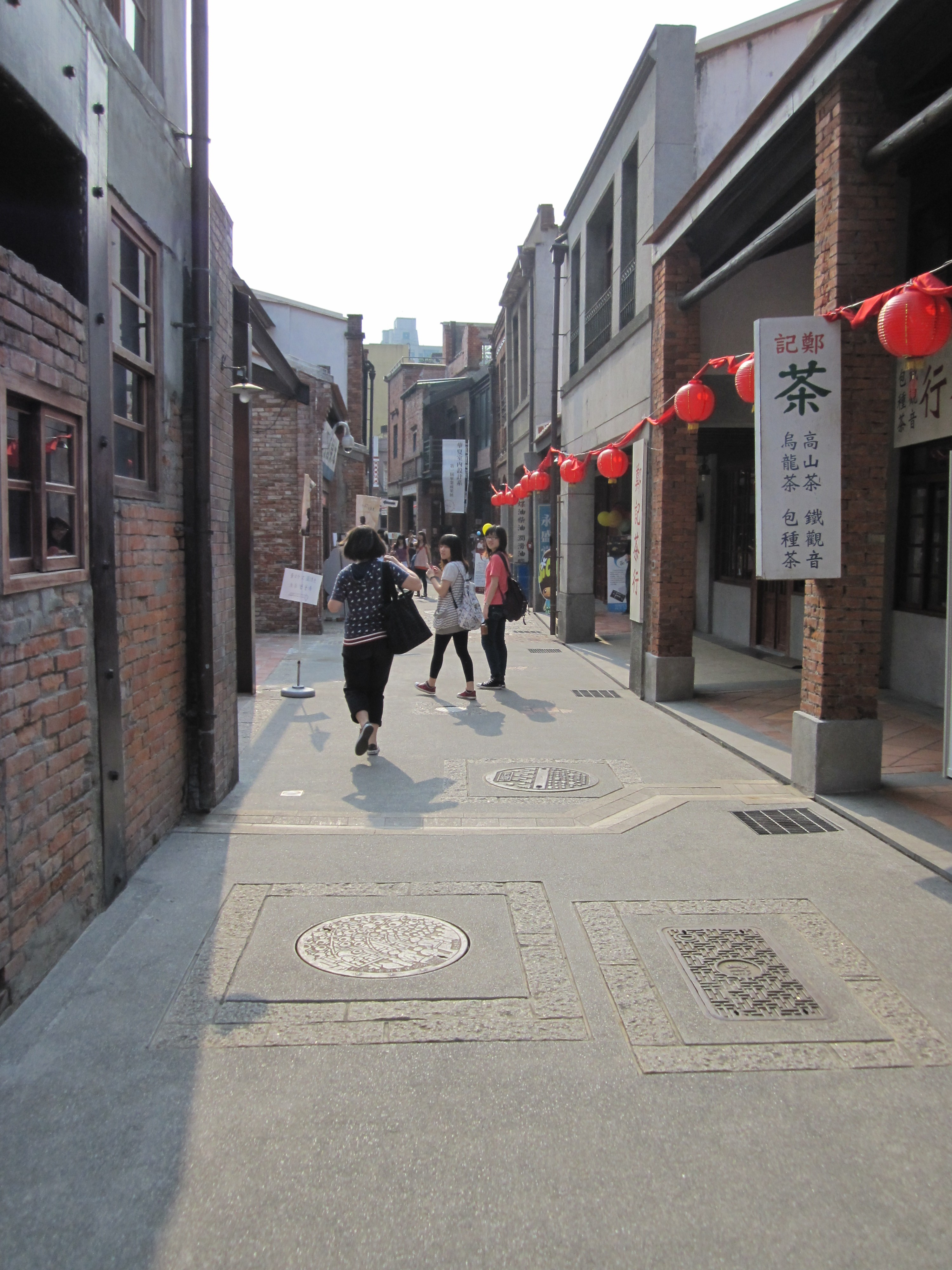

乾隆28年（1763年）「北皮藔街」的名稱即出現於艋舺地契中，推估剝皮寮聚落成形於清代早期，至今已有兩百多年，清治時期的剝皮寮，名稱不管是「北皮藔街」、「福皮藔街」或「福地藔街」，已有店屋的型態，且皆已街名稱之，表示具相當發展之聚落形成。。明治28年（1895年），剝皮寮地名由「福地藔街」改為「北皮藔一丁目、二丁目、三丁目」。大正11年(1922年)進行町名改正，廢街庄為町，北皮藔街改為「八甲町」和「新富町」。「市區改正」而開闢的廣州街、昆明街與康定路，將舊有剝皮寮街（今康定路173巷）從清治時期的重要街道，一變為隱身聚落中的巷弄。舊有剝皮寮街（今之康定路173巷）與廣州街間有一塊空地，乃二戰期間日本政府徵收作消防水池的遺址。現在鄰近的康定路和廣州街交會口一帶的路段，則因早期發展為煤炭販售集散地而通稱「土炭市」，當時曾是商業交易熱絡的街道，擁有不少精緻的洋房，至今仍保有初期開發的空間特色與都市紋理。

## 名稱由來
「剝皮」一詞的由來眾說紛紜，有以下三種說法。
「剝樹皮」的說法：
根據《剝皮寮古街歷史價值調查研究》一書的調查，由於艋舺料館為淡水河上游木材集散中心，艋舺泉郊的出口物品中亦有木材，且福州杉亦曾運至艋舺，因此推論杉木經海運由福建至艋舺，堆放在料館口淡水河沿岸，而後利用獸力將木材拖運至北皮藔街剝皮。然而北皮藔街的產業上並沒有「剝皮」一業的記載，加上北皮藔空間有限，進行剝皮工作有所困難，且利用獸力拖運的說法也有問題，使得剝樹皮的說法遭到質疑，仍待進一步的考證釐清。此一說法詳見米復國主持，《剝皮寮古街歷史價值調查研究》，頁45-47。
「剝獸皮」的說法：
在《臺北市志》的〈經濟志·工業〉上記載臺北製革工業始自清代，製革所用的皮草取自動物，文中並提到：「艋舺有北皮寮(藔)街，又稱剝皮寮街，北皮寮(藔)後有一池，應是殺牲製革所在，所製成品不外手皮箱、枕、鼓。」加上艋舺土治後街旁之泮牛池，主要為殺牛製革所在，因此有「剝皮」是指「剝獸皮」的說法。然而，根據訪談及文獻記載無法斷定是否能夠利用蓮花池附近的水塘作為剝皮的清洗池，亦無法直接證實有剝獸皮的行業，因此剝獸皮一說仍待進一步的檢證。此一說法詳見工月鏡主修，《臺北市志》，卷六〈經濟志．工業〉頁51：米復國主持，《剝皮寮古街歷史價值調查研究》，頁45-45。
發音相似「北皮」的說法：
由日文發音上來說，「福皮藔」的日文念為「ふくひりょう」，而「福地藔」為「ふくちりょう」，「北皮藔」則是「ほくひりょう」，其中福( fuku )與北( hoku )、皮( hi )與地(chi  )的發音相近，因而推論「北皮藔」的名稱來自於「福皮藔」臺語念法的轉換，而「剝皮寮」的名稱則來自於相類似的「北皮藔」臺語發音。但目前仍缺乏確切的文獻資料加以佐證，需等待更多的資料作深入的檢核。詳見米復國主持，《剝皮寮古街歷史價值調查研究》，頁47。

### 名稱演變
（自古至今排列）
- 皮藔街
- 藔街
- 剝皮寮街
- 剝皮寮老街

## 徵收與抗爭

牌樓厝（騎樓）歷史建物
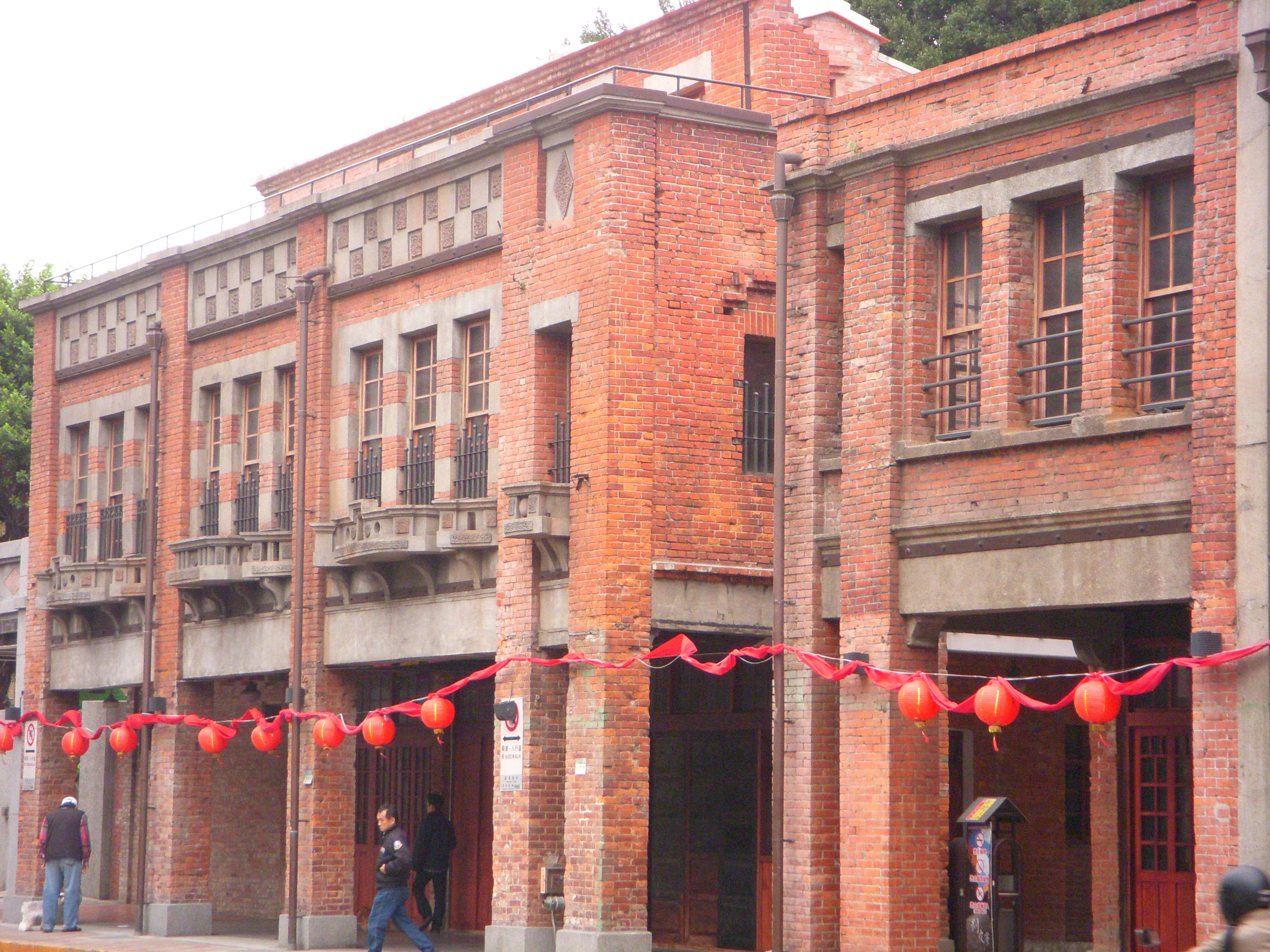
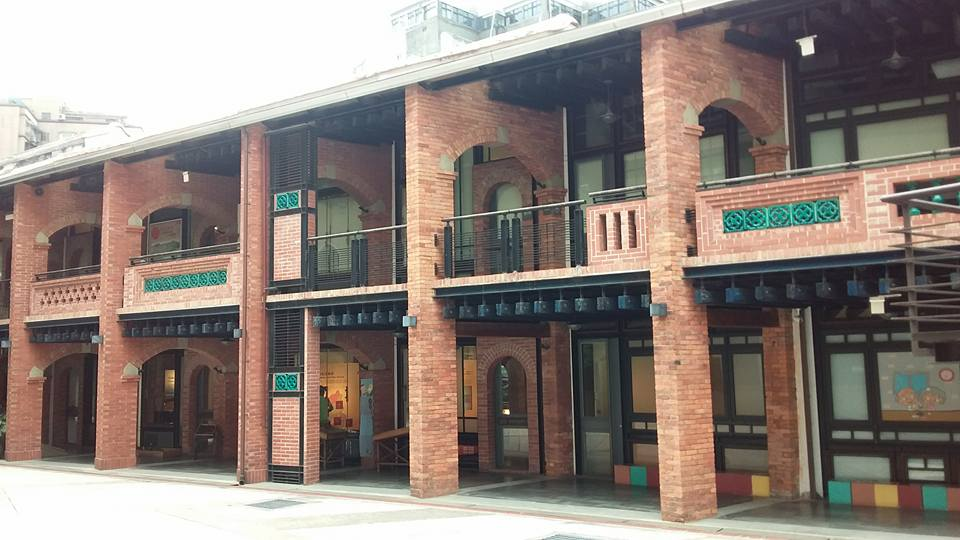

剝皮寮歷史街區長約數百公尺的街道，從昭和16年（1941年）日治時期政府依都市計畫被劃入臺北市老松國民學校的學校預定地，無法增建改建，因此混合著閩南式及西洋式的獨特建築意外被完整保留。隨著都市發展人口激增，老松國小學生人數於1966年達到高峰，全校11,110人共158班，創下班級數和學生數最高紀錄。1988年臺北市政府開始老松國小學校預定地的徵收，作為老松國小擴建之用，原居住於剝皮寮歷史街區內的居民便陸續搬離，1989年完成徵收程序。但隨台北都市發展中心的移轉，老松國小學生數驟降，校地擴建需求不再。1997年12月9日臺北市政府發函通知剝皮寮原住戶，訂於1998年5月1日辦理強制拆除地上物。1998年2月「反對老松國小徵收私有地自救會」成立，同年4月更名為「剝皮寮歷史風貌特定區促進會」，向臺北市政府陳情，表達保留剝皮寮為「歷史風貌特定區」的計畫。當時台北市長陳水扁裁決待1999年1月再行決定，並同時委託淡江大學建築研究所，進行「艋舺剝皮寮古街歷史價值調查研究」專案，調查結果顯示艋舺剝皮寮古街乃臺北市中少數仍能凸顯清治時期漢人生活原貌的街廓，具重要歷史意義，致使市政府做成暫緩1999年3月5日的拆遷作業之決策。同時期老松國小家長也發起一人一電要求盡速拆遷歸還學校預定地，發起「我要禮堂」、「我要活動中心」的連署活動。
1999年4月23日，時任臺北市長馬英九再次通知住戶訂於1999年6月16日執行地上物強制拆除，剝皮寮居民在拆除前夕，以手拿祖先牌位巡街遶境、點燈、守夜等儀式來告別歷史老街。
1999年6月16日，執行拆除廣州街127巷以東第一進建物時，遭文化界人士質疑超越原先協議範圍，嚴重破壞文化資產，引起輿論要求保存歷史風貌價值之聲浪，導致當時台北市副市長歐晉德於1999年6月20日出面組「臺北市政府推動剝皮寮古街歷史風貌維護與建築物再利用專案小組」；2003年8月5日，再召集「臺北市鄉土教育中心設置會議」，決議設立臺北市鄉土教育中心，以執行推動剝皮寮的活化再利用。

## 現況
剝皮寮歷史街區以廣州街127巷為界分為東西側，臺北市鄉土教育中心為東側的專責單位，多為固定的常設展。西側修復再利用工程直到2009年6月19日才竣工，由教育局行政委託文化局經營，規劃為藝文特區。東西兩側分隸屬於不同單位，發展策略亦頗異，東側主要以鄉土教育與戶外教學，西側則以文藝展覽與協助影視拍攝為多。
2021年5月14日起，因萬華茶藝館嚴重特殊傳染性肺炎群聚疫情擴大，剝皮寮歷史街區暫停開放，並做為COVID-19快篩站之用，在萬華地區的盛行率已明顯下降後，於同年6月19日功成身退而撤站。

## 區內特殊產業
- 太陽製本所（裝訂廠）：成立於日治時期，歷經三代經營至今，區內的裝訂廠後多搬至中和區。
- 鳳翔浴室（公共澡堂）：都市化的臺北市在1950至1960年間，人口增加率達78.6%，公共澡堂提供當時中下階層民眾洗澡與泡澡的地方。
- 日祥旅社（販仔間）：設備簡樸，類似小販之流才會到這裡住，許多流鶯也都會到這裡，日祥旅社於1998年拆遷之前仍持續經營。
- 茶室（清茶館）：迫遷前僅剩「秀英茶室」與「長壽號」經營中，以平民大眾為對象，尤其在廣州街與康定路交叉口多三輪車伕聚集，為品茶與社交的場所。
- 土炭市：廣州街與康定路口的騎樓下，聚集煤炭與木炭商叫賣，分早上與下午兩市。
- 威靈壇：萬華師公貴以頭綁紅巾為紅頭道士而聞名，以辦吉事之法事為主，如補運解厄、收驚安胎等，不為新亡者超薦喪祭，每當新年威靈壇門庭若市[2]。

## 電影場景
電影《艋舺》取景的「剝皮寮」老街位於台北市萬華區康定路173巷。由於電影賣座，許多影迷，尤以青少年來此朝聖，遊客暴增成為台北市最熱門的景點之一；其時代感建築也成為大愛劇場長年取景拍攝地。

## 外部連結
- 剝皮寮歷史街區官方網站 （页面存档备份，存于）
- ARTOGO線上導覽《探秘艋舺剝皮寮的歷史寶藏與百年傳承》 （页面存档备份，存于）
- 臺灣文化部文化資產局《剝皮寮歷史建築群》 （页面存档备份，存于）
- 臺北市鄉土教育中心 （页面存档备份，存于）
- 剝皮寮老街-交通部觀光局 （页面存档备份，存于）

25°02′11″N 121°30′05″E / 25.03639°N 121.50139°E